# 大邱兵事区
大邱兵事区（たいきゅうへいじく）は、1939年8月に日本統治時代の朝鮮に設置された大日本帝国陸軍の兵事区の一つ。慶尚北道、慶尚南道を管轄領域とし、大邱陸軍兵事部が置かれ徴兵・召集等兵事事務を所掌した。

## 概要
1939年（昭和14年）、陸軍兵事部令が制定され、朝鮮軍管区の第20師団管区の下に大邱兵事区が設置された。1943年（昭和18年）の陸軍管区表の改正で管轄領域が慶尚北道のみになった。
大邱兵事区を管轄した第20師団管区は1940年8月に京城師団管区に、1941年10月に京城師管、1945年4月1日に京城師管区に改組された。

## 大邱陸軍兵事部長
| 代                             | 氏名           | 階級           | 在任期間       | 出典           |
| 大邱兵事部部長                 | 大邱兵事部部長 | 大邱兵事部部長 | 大邱兵事部部長 | 大邱兵事部部長 |
| ------------------------------ | -------------- | -------------- | -------------- | -------------- |
|                                | 吉本泰夫       | 歩兵大佐       | 1939.8.1 -     | [ 4 ] [ 5 ]    |
|                                | 佐々木鼎三     | 歩兵大佐       | 1942.9.12 -    | [ 5 ]          |
| 大邱兵事部部長・大邱地区司令官 |                |                |                |                |
|                                | 小松二郎       | 少将           | 1945.3.31 -    | [ 6 ] [ 5 ]    |